# Chen Pi-hsien

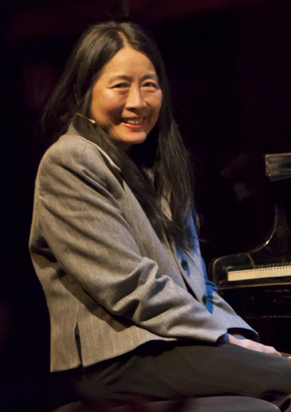
Pi-hsien Chen im Stadtgarten, Köln, Dezember 2011

Chen Pi-hsien, chinesisch 陳必先 / 陈必先, Pinyin Chén Bìxiān, (* 1950 in Taiwan) ist eine taiwanisch-deutsche Pianistin.
Sie kam im Alter von 9 Jahren nach Köln, wo sie in die Klavierklasse von Hans-Otto Schmidt-Neuhaus aufgenommen wurde. Später studierte sie an der Hochschule für Musik und Theater Hannover bei Hans Leygraf. Mit 21 Jahren gewann sie den 1. Preis beim Internationalen Musikwettbewerb der ARD in München. Es folgten der 1. Preis beim Schönberg- und Bach-Wettbewerb in Rotterdam und Washington D.C.
Sie konzertiert auf allen großen Podien in Europa, Asien und Amerika. Dabei gilt ihr besonderes Interesse der Neuen Musik. CD-Aufnahmen machte sie u. a. mit Werken von Johann Sebastian Bach, Arnold Schönberg, Jean Barraqué und York Höller.
Von 1983 bis 2004 war Pi-hsien Chen Professorin für Klavier an der Hochschule für Musik Köln. Seit dem Sommersemester 2004 lehrt sie in gleicher Position an der Musikhochschule Freiburg.
Pi-hsien Chen ist mit dem Komponisten Manos Tsangaris verheiratet.